# Stenothrips
Stenothrips är ett släkte av insekter som beskrevs av Jindřich Uzel 1895. Stenothrips ingår i familjen smaltripsar.
Släktet innehåller bara arten Stenothrips graminum.